# Koryphäe – Medium für feministische Naturwissenschaft und Technik
Die Zeitschrift Koryphäe - Medium für feministische Naturwissenschaft und Technik erschien ab Oktober 1986 bis 2009 in 45 Heften. Sie war eine feministische, technisch-naturwissenschaftliche Zeitschrift, verbreitet in Deutschland, Österreich, der Schweiz, den Niederlanden, Luxemburg und Schweden.

## Geschichte
Außerhalb der Carl von Ossietzky-Universität bildete sich nach dem Besuch einer Lehrveranstaltung bei Luise Berthe-Corti vom Institut für Chemie und Biologie des Meeres (ICBM) eine unabhängige feministische Arbeitsgruppe, die ihre Ergebnisse veröffentlichen wollte. Die Veröffentlichung in der TAZ scheiterte an den feministischen Ansprüchen. Für die Emma waren die Inhalte zu naturwissenschaftlich-technisch. Beim Kongress von Frauen in Naturwissenschaft und Technik (FiNuT) 1986 in Oldenburg fand sich auf Initiative der Biologin Eva Sassen mit der Chemietechnik-Studentin Doris Lawrenz und der Vermessungsingenieurin Romy Klupsch eine kleine Gruppe von Frauen zusammen, die eine Testausgabe für eine eigene Zeitung erarbeitete. Die ersten 200 Exemplare, die im Oktober 1986 erschienen, waren schnell vergriffen und mussten nachgedruckt werden. Das daraus entwickelte Zeitschriftenformat erschien halbjährlich, zuerst mit dem Untertitel Austauschorgan von Frauen in Naturwissenschaft und Technik, ab Heft Nr. 6 mit dem Untertitel Medium für feministische Naturwissenschaft und Technik. Viele Abonnentinnen kamen aus dem Umfeld der FiNuT-Kongresse. Ab Heft Nr. 8 brachte der Verein Koryphäe e.V. die Zeitschrift heraus.
Der Titel der Zeitschrift stand für die weibliche Expertin, das grammatikalische Geschlecht (w) sorgte für Identifikation und wurde durch die Verknüpfung mit dem Untertitel feministisch verstanden.
Anfang der 1990er Jahre entstand der Gesprächskreis Feministische Naturwissenschaft und Technik FemiNaTe in Wien, der den ersten österreichischen Kongress von Frauen in Naturwissenschaft, Technik, Handwerk und Medizin 1993 in Wien organisierte. Die Frauen besuchten auch die FiNuT-Kongresse in Deutschland. Daraus ergab sich zuerst die Gastredaktion für das Heft Nr. 24 unter dem Titel Wiener Melange, das 1998 erschien. Später, mit dem Heft 29 wissen_schaf(f)t_widerstand wechselte die Redaktion komplett nach Wien. Herausgegeben wurde die „Kory“ dort anfangs vom Verein FLuMiNuT - Frauen, Lesben und Mädchen in Naturwissenschaft und Technik, ab 2004 vom Verein Koryphäe. Verein für feministische Naturwissenschaft und Technik.
2009 wurde die Zeitschrift im Zuge der zunehmenden Digitalisierung eingestellt. Etwa zur gleichen Zeit wandelte sich der Kongress FiNuT zu einer Tagung. Beide waren von ihren Themen sehr breit aufgestellt. Diese Bandbreite in Verbindung mit der immer stärkeren Institutionalisierung der Frauenaspekte in den einzelnen Fachgebieten wurden als Gründe für das nachlassende Interesse an der Koryphäe gesehen.

## Inhalte

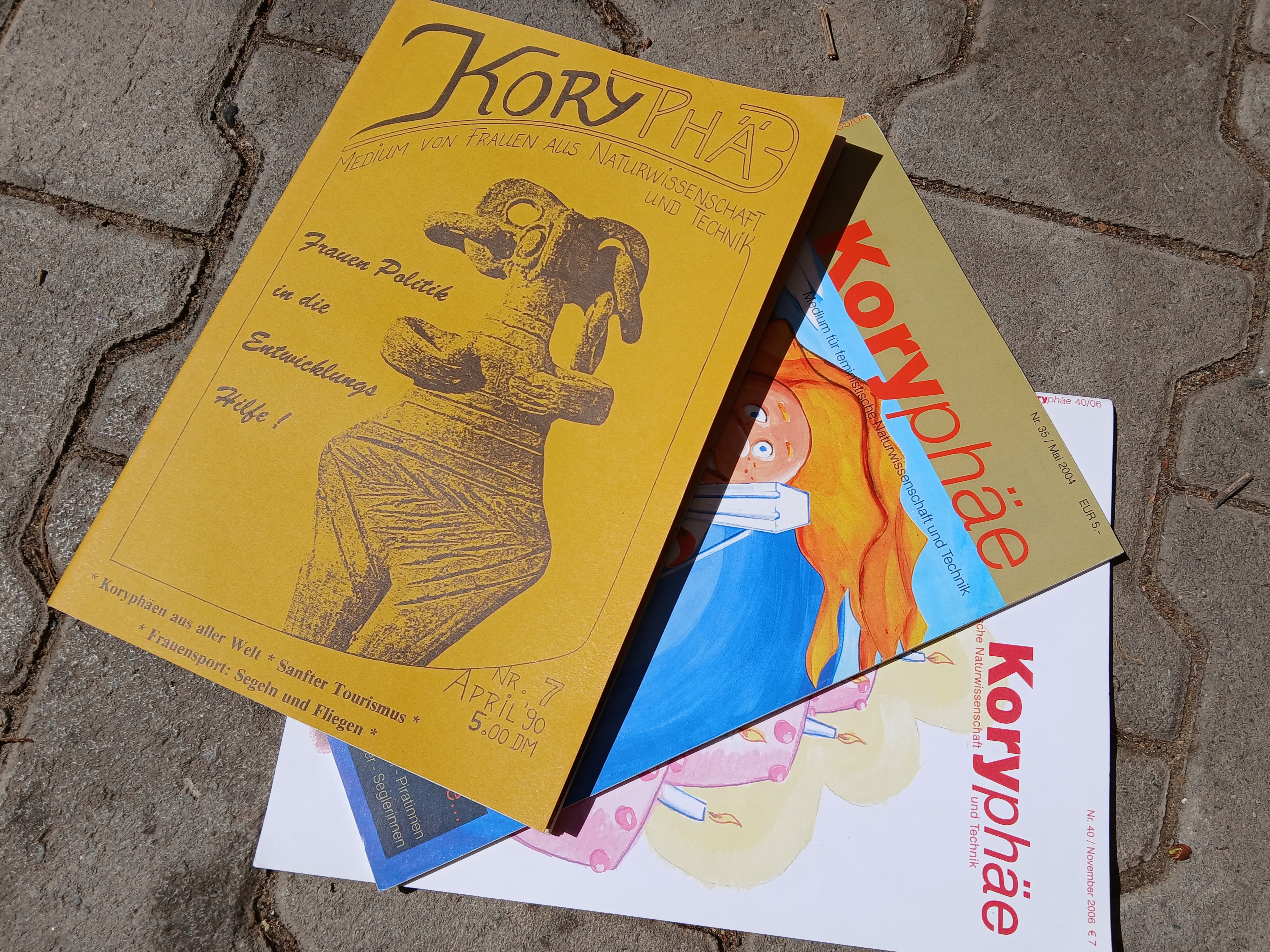
Drei Ausgaben der Koryphäe

Die Hefte beschäftigten sich mit Schwerpunktthemen wie Ökologie, Atomenergie, Regenerative Energien, Gen- und Reproduktionstechnologien, Agrar- und Nahrungspolitik, Digitalisierung, Medizin aus feministischer Sicht. Es ging thematisch weiter um feministische Wissenschafts- und Technikkritik, Frauenstudiengänge, Interdisziplinarität und Frauenpolitik. Berufs- und Arbeitswelten, historische Porträts und aktuelle Naturwissenschaftlerinnen und Ingenieurinnen wurden vorgestellt. Es wurde untersucht, wie Forschung und Technik von Geschlechterverhältnissen geprägt ist und wie eine feministische Perspektive die Wissenschaft und die Technik verändern kann. Die Funktion als Austauschmedium zur Vernetzung war insbesondere vor dem Aufkommen des Internets wichtig. Die Zeitschrift war sowohl eine Frauenzeitschrift für Technikerinnen als auch ein politisches Magazin und wissenschaftliches Journal. Als Wissenschaftsmagazin sprach die Koryphäe auch Sozial- und Geisteswissenschaftlerinnen an.
Die Redakteurinnen trugen selbst immer wieder mit eigenen Artikeln zur Koryphäe bei. In der deutschen Ausgabe veröffentlichten Autorinnen wie Corinna Bath oder Petra Lucht. Regelmäßige Autorinnen der Wiener Jahre waren Roswitha Hofmann und Julia Mayer. Ab Heft 29 schuf Ulrike Rostek die Cartoons zwischen den Artikeln sowie viele Titelbilder.

## Redakteurinnen (Alphabetisch)

### Deutschland
Anna Haas (Herausgeberin Nr. 3 bis Nr. 7), Kathrin Harloff (Herausgeberin Nr. 4, Nr. 5), Romy Klupsch (Gründerin, Herausgeberin Nr. 0 bis Nr. 7), Doris Lawrenz (Gründerin, Herausgeberin Nr. 0, Nr. 1), Susanne Ortmann (Herausgeberin Nr. 3 bis Nr. 7), Eva Sassen (Gründerin, Herausgeberin Nr. 0 bis Nr. 7)

### Österreich
Amelie Cserer, Helga Gartner, Sonja Hnilica, Anita Kamptner, Bente Knoll, Lena Krins, Martina Mayrhofer, Elke Michlmayer, Gabriele Mraz, Brigitte Ratzer, Petra Seibert, Elke Szalai, Rosemarie Zehetgruber

## Ausgaben
- 0/1986 Nullnummer
- 1/1987 Zeit
- 2/1987 Frauen und Ökologie
- 3/1987 Bildschirmarbeit
- 4/1988 Genetik is beautiful
- 5/1988 Askese. Rationalität
- 6/1989 Einsteigen oder aussteigen
- 7/1989 Frauen Politik in die Entwicklungshilfe
- 8/1990 Zwischen Magie und anerkannter Wissenschaft
- 9/1990 Ökofeminismus
- 10/1991 Frauen (T)Räume
- 11/1992 Warten auf bessere Zeiten
- 12/1992 Ethik
- 13/1993 Visite bei Frau Heilmethode
- 14/1993 Naturbetrachtung
- 15/1994 Netzpower
- 16/1996 In den Tiefen des Geistes
- 17/1995 Frauen entwickeln Ökotechnik
- 18/1995 Krebs - Körper - Lust
- 19/1996 Frauen Lesben forschen
- 20/1996 Kräfte sammeln
- 21/1997 Interdisziplinarität
- 22/1997 Neues aus dem Gen- und Reproland
- 23/1998 Utopien
- 24/1998 Wiener Melange (Gastredaktion Wien)
- 25/1999 Mono-Ko-Edukation
- 26/1999 MCS - krank durch Schadstoffe
- 27/2000 Von Lesinnen an Lesinnen
- 28/2000 Kritikerinnen der Naturwissenschaft
- 29/2001 wissen_schaf(f)t_widerstand
- 30/2001 Sicherheit und Risiko
- 31/2002 Wem gehört das Wissen
- 32/2002 Alpiner Alltag. Frauen und die Berge
- 33/2003 Mädchenjahre
- 34/2003 Menschen machen
- 35/2004 Stille Wasser? Weite See...
- 36/2005 Heute hier - morgen da
- 37/2005 Was ist gut?
- 38/2005 Nur alt oder auch weise?
- 39/2006 Selbstständig Sein
- 40/2006 Doppelnummer: Wir feiern; Krieg & Technologie
- 41/2007 Nanotechnologie
- 42/2007 Frauen und die Lüfte
- 43/2008 Spiel mit dem Feuer
- 44/2008 Feminism(en)
- 45/2009 Kunterbunt